# No orchids for Miss Blandish
No orchids for Miss Blandish, titulada en Estados Unidos The Black Dice, es una película de gánsteres británica de 1948 adaptada y dirigida por St. John Legh Clowes a partir de la novela de 1939, El secuestro de Miss Blandish, del escritor británico James Hadley Chase. Protagonizada por Jack La Rue, Hugh McDermott y Linden Travers (repitiendo su papel principal en la obra del West End de Chase y Robert Nesbitt), con apariciones tempranas no acreditadas de Sid James, como camarero, y Walter Gotell, como portero de discoteca. 
Debido a la fuerte carga de violencia y contenido sexual de la película (para la época), entre otras razones, varios críticos la han calificado como una de las peores películas jamás realizadas.

## Sinopsis
La señorita Blandish (Linden Travers), una rica heredera sobreprotegida, es objeto de un robo por parte de un simple matón que finalmente involucra a dos grupos de gánsteres rivales, cuyo objetivo es robar las joyas hechas de diamantes por valor de $ 100 000 que lleva encima. El robo fracasa cuando Riley (Richard Nielson) mata a su novio y los tres ladrones deciden secuestrar a la señorita Blandish para pedir un rescate (su padre tiene más de 100 millones de dólares). 
Los tres secuestradores originales mueren y Blandish termina cautiva de la banda de Bailey (Leslie Bradley). Su padre pone a un detective privado a investigar el caso. La banda rival de Grisson, liderada por Ma Grisson (Lilli Molnar), tiene la intención de cobrar el rescate y matar a Blandish en lugar de correr el riesgo de liberarla. Mientras tanto, Slim Grisson (Jack La Rue) y Blandish se enamoran y planean huir juntos. 
Blandish le envía los diamantes a su padre con una nota diciendo que está enamorada de Slim, pero él se niega a creerlo. Ma Grisson recibe un disparo de unos gánsteres rivales cuando no puede hacer que Slim se comunique con él por teléfono. La policía rodea la cabaña donde Slim y la señorita Blandish están escondidos y disparan a Slim, «rescatando» a la víctima del secuestro y devolviéndola sana y salva a su casa con su padre. Posteriormente, se suicida lanzandose desde su balcón, desolada por la muerte de Slim. 

## Reparto
- Hugh McDermott como Dave Fenner
- Linden Travers como Miss Blandish
- Walter Crisham como Eddie Schultz
- Jack La Rue como Slim Grisson
- MacDonald Parke como Doc
- Danny Green como Flyn
- Lilli Molnar como Ma Grisson
- Charles Goldner como Louis, jefe de camareros
- Zoe Gail como Margo
- Leslie Bradley como Ted Bailey
- Richard Neilson como Riley
- Frances Marsden como Anna Borg
- Michael Balfour como Barney
- Bill O'Connor como Johnny

## Recepción
La Junta Británica de Censores de Cine (British Board of Film Classification) solicitó que un beso de 45 segundos se redujera a 20 segundos. También solicitaron que se volviera a filmar una escena en la que un personaje era asesinado a golpes, lo que costó a los productores tres mil libras. A pesar de estos cambios, exigidos por los censores, la película provocó una enorme controversia en el momento de su estreno, debido a los altos niveles de violencia y a las bastante explícitas (para la época) escenas de sexo. Aunque se realizó con un elenco mayoritariamente británico, la película se desarrollaba en Nueva York, y los actores, a menudo tenían, evidentes dificultades con sus acentos estadounidenses. La película iba a ser la primera de una serie de ocho películas rodadas en Gran Bretaña pero ambientadas en los Estados Unidos. James Minter fue el ejecutivo detrás de la idea.
Gene D. Phillips de la Universidad Loyola Chicago escribió que el protagonista principal, interpretado por Jack La Rue, parece «modelado a partir de Popeye» un personaje de la novela Santuario del escritor estadounidense William Faulkner. La Rue había interpretado anteriormente a Trigger, el equivalente de Popeye en la película estadounidense The Story of Temple Drake.
No Orchids for Miss Blandish recibió fuertes críticas por su fuerte carga de violencia y sexualidad. Cliff Goodwin dijo que fue «calificada unánimemente como "la peor película jamás hecha"» por los críticos británicos. La revista británica especializada en cine Monthly Film Bulletin la calificó como «la exhibición más repugnante de brutalidad, perversión, sexo y sadismo jamás mostrada en una pantalla de cine». El crítico del periódico The Observer, C.A. Lejeune, describió la película como «esta obra repugnante» que «raspó todos los excrementos del tipo más desagradable de película de Hollywood». El crítico del Sunday Express dijo que No Orchids for Miss Blandish es «la peor película que he visto». El crítico de cine británico Derek Winnert cita al crítico Dilys Powell cuando escribió que la película debería ser «calificada con un certificado "D̩" por repugnante» (disgusting en inglés). El diario australiano The Age también brindó una dura crítica: «No Orchids for Miss Blandish no solo es una vergüenza para el estudio que la hizo, sino que también refleja la industria británica en su conjunto [...] toda la producción es imperdonable». La película también fue denunciada por el obispo de Londres, William Wand, y por varios políticos del Reino Unido, incluida Edith Summerskill.
Los críticos posteriores han sido igualmente despectivos, aunque por diferentes razones. Leslie Halliwell describió No Orchids for Miss Blandish como una «película de gánsteres hilarantemente horrible [...] una de las peores películas jamás realizadas». Leonard Maltin en su libro la Guía de películas clásicas de Leonard Maltin afirma que No Orchids for Miss Blandish «aspira a ser una película de Hollywood y pierde por una milla».
A pesar de las duras críticas y de que varios cines se negaron a proyectar la película, está fue un gran éxito comercial.